# Adesmia salamancensis
Adesmia salamancensis är en ärtväxtart som beskrevs av Arturo Erhardo Erardo Burkart. Adesmia salamancensis ingår i släktet Adesmia och familjen ärtväxter. Inga underarter finns listade i Catalogue of Life.